# Edition Peters
Edition Peters – niemieckie wydawnictwo muzyczne założone w Lipsku w 1800 roku przez Antona Hoffmeistera i Ambrosiusa Kühnela. Jedno z największych i najstarszych wydawnictw nutowych na  świecie tworzące dziś grupę wydawniczą Edition Peters Group

## Historia firmy
1 grudnia 1800 roku wiedeński kompozytor Anton Hoffmeister i organista Ambrosius Kühnel założyli spółkę wydawniczą pod nazwą „Bureau de Musique”.
Był to salon muzyczny połączony z drukarnią. W 1813 roku firmę kupił Carl Friedrich Peters – księgarz lipski. Nowy właściciel dodał do nazwy firmy swoje nazwisko - „Bureau de Musique C.F. Peters.".
Kolejnym właścicielem był fabrykant Carl Gotthelf Siegmund Böhme, który korzystając z powtórnego "odkrycia" dzieł Jana Sebastiana Bacha, z pomocą Carla Czernego, Siegfrieda Dehna, Friedricha Konrada Griepenkerla i Moritza Hauptmanna wydał wiele dzieł J.S. Bacha. Po śmierci fabrykanta firma została przekazana organizacji charytatywnej prowadzonej przez miasto Lipsk.
21 kwietnia 1860 r. wydawnictwo zostało sprzedane Juliusowi Friedländerowi, który ze swoim wspólnikiem Maxem Abrahamem rozbudowali drukarnię. Na wydawnictwach nutowych pojawiło się charaktersyteczne logo "Edition Peters", towarzyszące odtąd pokoleniom muzyków na całym świecie. Wprowadzono też znany do dziś schemat kolorystyczny okładek: jasnozielona dla dzieł wcześniejszych kompozytorów nieobjętych ograniczeniami praw autorskich; oraz różowa dla nowych, oryginalnych kompozycji  nabytych przez wydawnictwo Peters lub licencjonowanych od innych wydawców.
W 1880 r. Peters zaczął wydawać dzieła współczesnych kompozytorów tamtej epoki. Do 1900 roku w katalogu znalazły się między innymi nowe utwory autorstwa Johannesa Brahmsa, Edvarda Griega, Maxa Regera, Richarda Wagnera. W kolejnych latach firma wydawała też dzieła Richarda Straussa.
Po dojściu do władzy nazistów jeden z właścicieli - Max Hinrichsen przeniósł się do Londynu, gdzie w 1938 roku założył Hinrichsen Edition (przemianowaną na Edition Peters London w 1975 roku), zaś jego brat Walter przeniósł się do Nowego Jorku, gdzie w 1948 roku założył CF Peters Corp.  
Pomimo zniszczeń wojennych Lipska, zakład został ponownie otwarty już 1947 roku, ale po niespełna dwóch latach działalności został znacjonalizowany. W czasach komunistycznych Peters Leipzig oprócz klasyków, wydawał między innymi współczesne dzieła kompozytorów, w tym Chaczaturiana i Szostakowicza. Po zjednoczeniu Niemiec  w 1989 roku koncern lipski został wchłonięty przez frankfurcką odnogę firmy – C.F. Peters Musikverlag Frankfurt.
The Peters Edition Ltd. (Londyn), C.F. Peters Corporation), C.F. Peters Musikverlag (Frankfurt nad Menem) i lipskie firmy Edition Peters połączyły się w sierpniu 2010 r., tworząc Edition Peters Group. W lipcu 2014 r. Siedziba została przeniesiona z Frankfurtu z powrotem do Lipska.